# Silba (tvåvingar)
Silba är ett släkte av tvåvingar. Silba ingår i familjen stjärtflugor.

## Dottertaxa tillSilba, i alfabetisk ordning[1]
- Silba abstata
- Silba adelosa
- Silba adipata
- Silba admirabilis
- Silba albisquama
- Silba apodesma
- Silba arcana
- Silba atratula
- Silba bambusae
- Silba bidenticulata
- Silba bifurcata
- Silba bisculcata
- Silba botanica
- Silba breviplumosa
- Silba budongo
- Silba calceus
- Silba caliginosa
- Silba callida
- Silba calva
- Silba cameronia
- Silba candidala
- Silba capsicarum
- Silba cascadens
- Silba chalkei
- Silba citricola
- Silba combi
- Silba consentanea
- Silba cucumeris
- Silba cupraria
- Silba denticulata
- Silba devians
- Silba dispalata
- Silba emulata
- Silba excisa
- Silba eximia
- Silba ficiperda
- Silba figurata
- Silba flavitarsis
- Silba foldvarii
- Silba fragranti
- Silba gibbosa
- Silba glaberrima
- Silba gongeti
- Silba hirticeps
- Silba horridomedea
- Silba imitata
- Silba isla
- Silba laevis
- Silba longidentata
- Silba longistylus
- Silba lucens
- Silba malaysia
- Silba microcercosa
- Silba mitis
- Silba montana
- Silba namibia
- Silba neozopherosa
- Silba nepalensis
- Silba nigrispicata
- Silba nigritella
- Silba nudoscutella
- Silba ophyroides
- Silba pallicarpa
- Silba papei
- Silba pappi
- Silba parasita
- Silba perplexa
- Silba plumosissima
- Silba pollinosa
- Silba quadridentata
- Silba ramuscula
- Silba rotherayi
- Silba schachti
- Silba septuosa
- Silba setifera
- Silba spatulata
- Silba spinosa
- Silba srilanka
- Silba taciturna
- Silba taiwanica
- Silba tenuipennis
- Silba translucens
- Silba trigena
- Silba uganda
- Silba uniformis
- Silba vanemdeni
- Silba virescens